# Axamitova brána
Axamitova brána je vápencový skalní útvar v Chráněné krajinné oblasti Český kras, nacházející se cca 1 km západně od Koněpruských jeskyní na území obce Tmaň v národní přírodní památce Kotýz v okrese Beroun ve Středočeském kraji.

## Původ jména

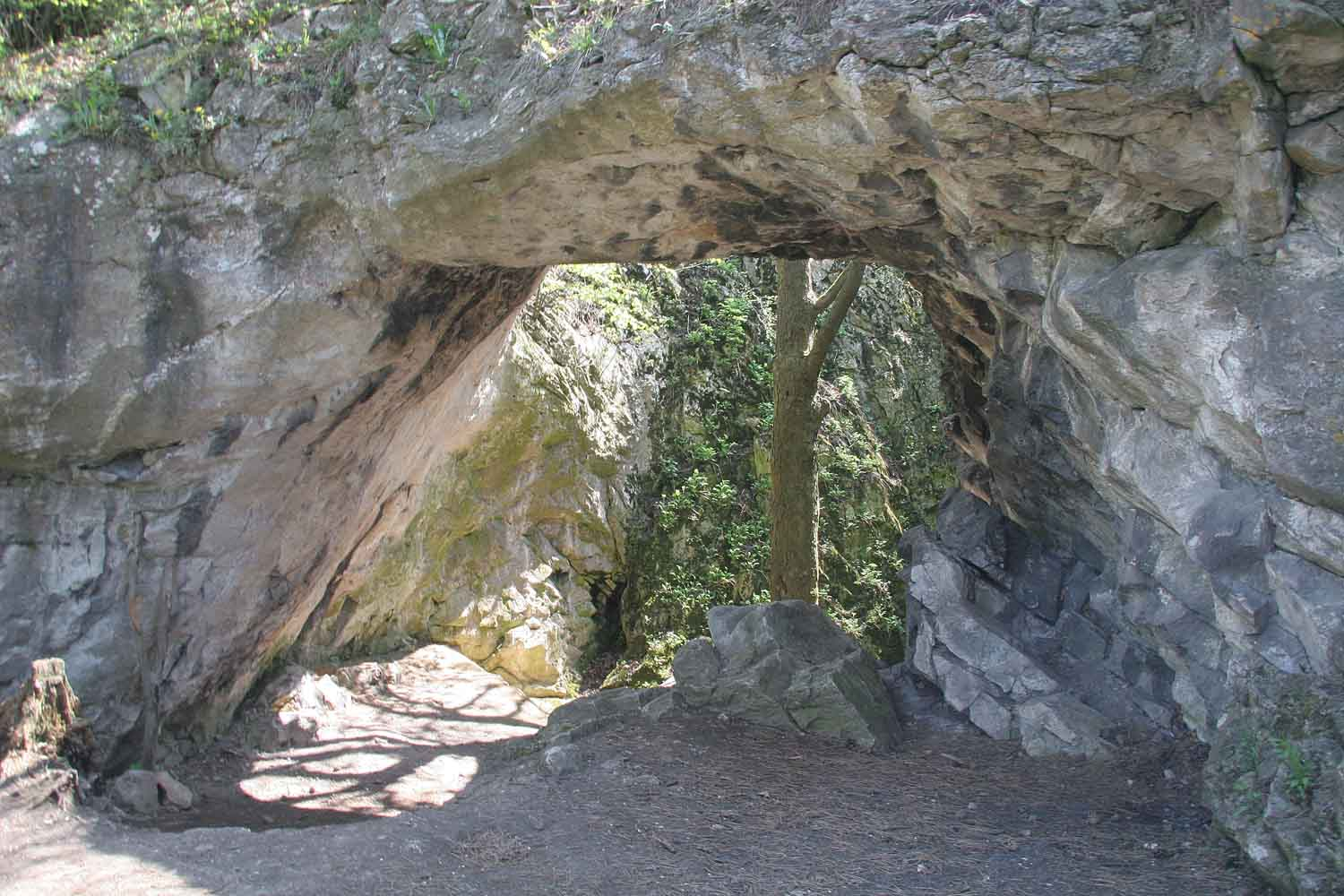
Axamitova brána, pohled do propasti

Skalní brána byla pojmenována po lékaři a archeologovi Janu Axamitovi, který se ve dvacátých letech 20. století podílel na výzkumu tohoto území Českého krasu. Předtím byla nazývána Zlatá vrata, Zlatá díra[zdroj?] či jeskyně Ve Vratech.

## Popis
Jedná se o největší přírodní bránu v Českém krasu. Skalní brána, který se nachází na vrchu Kotýz v masívu Zlatý kůň, pravděpodobně vznikla zřícením stropu rozměrné jeskyně, po níž zůstala na východě navazující propast. Dochovaný útvar o rozměrech 6 x 4.5 x 2.5 metru měl původně být ústím této jeskyně. Podle jiné teorie šlo o krasově rozšířenou puklinu v žíle hrubě krystalického čistého kalcitu, tedy o zkrasovatělou hydrotermální korozní dutinu. Otevřený prostor s kolmými stěnami bez stropu má rozměry zhruba 10 krát 13 metrů. Propasťovitá jeskyně Ve Vratech na dně Aksamitovy brány je dlouhá 16 metrů. V jeskyni na lokalitě Axamitovy brány se uskutečnilo několik archeologických výzkumů počínaje rokem 1834 až po rok 1986. Jeskyně Ve Vratech spolu s nedalekou Děravou jeskyní je evidována jako významná archeologická lokalita.